# Kopalnie rtęci w Almadén i Idrii
Kopalnie rtęci w Almadén i Idrii – obiekt z listy Światowego Dziedzictwa UNESCO obejmujący dwie największe kopalnie rtęci rodzimej w Europie – Almadén w Hiszpanii (gdzie rtęć wydobywano od starożytności do 2001 roku) i Idrija w Słowenii (gdzie złoża rtęci, odkryte w 1490 roku, były eksploatowane do roku 1999). Upamiętniają one międzykontynentalny handel rtęcią, który zapoczątkował kontakty i wymianę między Europą i Ameryką.

## Kopalnia rtęci w Almadén
Obiekt obejmuje tereny kopalni w Almadén, największego złoża rud rtęci w Europie, gdzie rtęć wydobywano od ponad 2000 lat (podaje się, że złoże zostało odkryte przez Greków w VII w. p.n.e.). Głównym minerałem na tym obszarze jest cynober. Działalność górniczą zakończono w 2001, natomiast hutniczą w  2004. W obrębie Starego Miasta w skład obiektu wchodzą Zamek Retamar, kaplica św. Michała, szyb św. Michała, Akademia Górnictwa i Geografii Wód Podziemmnych (Academia de Minería y Geografía Subterránea de Almadén), pozostałości budynku nadzorcy kopalni, Dom Inkwizytora, Brama Karola IV, Brama Carrosa oraz tradycyjne domy mieszkalne.   
Wykaz obiektów objętych ochroną w Almadén:
| Numer       | Współrzędne                              | Miejscowość | Lokacja                                | Powierzchnia ha | Zdjęcie |
| ----------- | ---------------------------------------- | ----------- | -------------------------------------- | --------------- | ------- |
| 1313rev-001 | 38°46′21″N 4°50′37″W/38,772500 -4,843611 | Almadén     | Stare Miasto                           | 49,98           |         |
| 1313rev-002 | 38°46′21″N 4°50′23″W/38,772500 -4,839722 | Almadén     | Budynki Mina del Castillo              | 0,22            |         |
| 1313rev-003 | 38°46′18″N 4°50′03″W/38,771806 -4,834167 | Almadén     | Królewskie Więzienie Pracy Przymusowej | 0,11            |         |
| 1313rev-004 | 38°46′22″N 4°49′53″W/38,772778 -4,831389 | Almadén     | Królewski Szpital Górniczy św. Rafała  | 0,1             |         |
| 1313rev-005 | 38°46′30″N 4°49′47″W/38,775000 -4,829722 | Almadén     | Arena korridy                          | 0,25            |         |

## Kopalnia rtęci w Idrii
Obiekt obejmuje tereny kopalni w Idrii, drugiego pod względem wielkości złoża w Europie, gdzie rtęć odkryto w 1490. Działalność górniczą oraz hutniczą zakończono w 1995. Głównym minerałem na tym obszarze jest cynober, występuje tu również rtęć rodzima. Podczas całego okresu eksploatacji uzyskano tu 107 700 ton płynnej rtęci. W obrębie Starego Miasta w skład obiektu wchodzą pozostałości składów rtęci i administracji kopalni w Zamku Gewerkenegg, szyb Franciszka (nazwany na cześć cesarza Franciszka II Habsburga), teatr dla górników, ratusz miejski, technikum Jurija Vegi, dawne domostwa górników oraz chodniki łączące kopalnię (w tym najważniejszy chodnik św. Antoniego Antonijev Rov). Ochroną objęte są również klavže.
Wykaz obiektów objętych ochroną w Idrii:
| Numer       | Współrzędne                               | Miejscowość      | Lokacja                                                                  | Powierzchnia ha | Zdjęcie |
| ----------- | ----------------------------------------- | ---------------- | ------------------------------------------------------------------------ | --------------- | ------- |
| 1313rev-006 | 46°00′14″N 14°01′36″E/46,003889 14,026667 | Idrija           | Stare Miasto                                                             | 47,33           |         |
| 1313rev-007 | 46°00′25″N 14°01′52″E/46,006944 14,031111 | Idrija           | Zakład ekstrakcji rtęci                                                  | 0,6             |         |
| 1313rev-008 | 45°59′56″N 14°01′51″E/45,998889 14,030833 | Idrija           | Koło wodne „Kamšt”, kanał odwadniający „Rake” oraz zapora wodna „Kobila” | 1,61            |         |
| 1313rev-009 | 46°01′04″N 13°56′22″E/46,017778 13,939444 | Gorenja Kanomlja | Zapora Kanomlja (Ovcjak)                                                 | 0,71            |         |
| 1313rev-010 | 46°01′10″N 13°56′12″E/46,019444 13,936667 | Vojsko           | Zapora na rzece Indrijca                                                 | 1,21            |         |
| 1313rev-011 | 45°58′34″N 13°56′01″E/45,976111 13,933611 | Idrijska Bela    | Zapora Putriha na potoku Belca                                           | 1,21            |         |
| 1313rev-012 | 45°58′34″N 13°56′01″E/45,976111 13,933611 | Idrijska Bela    | Zapora Brusa na potoku Belca                                             | 2,49            |         |